# くぼたあきひと
くぼた あきひとは、女性アイドル等のグラビア写真撮影を中心に活動する写真家である。久保田 昭人という表記を使うこともある。

## 主な作品
- 後藤真希
  - 後藤真希写真集 『後藤真希写真集』 (ワニブックス)
- 藤本美貴
  - [藤本美貴]写真集 『リアル226』 (ワニブックス)
- 小松彩夏
  - 小松彩夏写真集 『日直』 (日本テレビ)
- 加藤紀子
  - 『そら』　出版：UP-FRONT BOOKS　1996年10月10日
  - 『糸』　出版：UP-FRONT BOOKS　1999年3月23日
- 後藤真希
  - 後藤真希（2001年11月6日、ワニブックス） ISBN 978-4847026799
- 武田惠子
  - 夏服の天使（1994年7月15日、スコラ） ISBN 4796201815
- 川村亜紀
  - Tiara（2001年4月5日、近代映画社） ISBN 9784764819436
- 木内あきら
  - タブロー（1997年10月、ワニブックス） ISBN 978-4847024689
- 観月ありさ
  - ...UKI（1993年7月、ワニブックス）
- 中村由真
  - 裸の心（1996年5月、ワニブックス） ISBN 4847024311
- Melody
  - 楽園（1997年4月、フォレスト出版） ISBN 4-89451-016-2